# Ludwig Winter (Politiker, 1907)
Ludwig Winter (* 11. Juni 1907 in Nürnberg; † 3. Februar 1982 in Hersbruck) war ein deutscher Politiker (SPD) und Mitglied des  Ernannten Braunschweigischen Landtages.
Ludwig Winter war von Beruf promovierter Diplom-Kaufmann.
Vom 21. Februar 1946 bis 21. November 1946 war er Mitglied des Ernannten Braunschweigischen Landtages.